# 포셰혼예
포셰혼예(러시아어: Пошехо́нье)는 야로슬라블 주에 위치한 도시이다. 소고자 강(리빈스크 인공호를 경유하는 강)에 면해 있다.
1777년까지 도시로 성장하기 이전에는, 여기는 원래 페르토마 (Пертома)라는 마을이었다.
소비에트 연방시절에 도시이름은 V.볼로다르스키를 기념하기 위해, 포셰호니예볼로다르스크 (Пошехо́нье-Волода́рск)로 개칭되었다.